# 劳伦斯·彭特兰
劳伦斯·彭特兰（英語：Lawrence Pentland，1879年4月6日—1923年11月2日），加拿大男子棍网球运动员。他曾代表加拿大参加1904年夏季奥林匹克运动会棍网球比赛，获得一枚金牌。他于1923年在温尼伯去世。